# デュルバルマブ
デュルバルマブ（Durvalumab）は、免疫チェックポイント阻害剤に分類される癌の免疫療法薬である。ヒト免疫グロブリンG1κ（IgG1κ）モノクローナル抗体であり、プログラム細胞死リガンド1（PD-L1）とPD-1（CD279）の相互作用を阻害する。

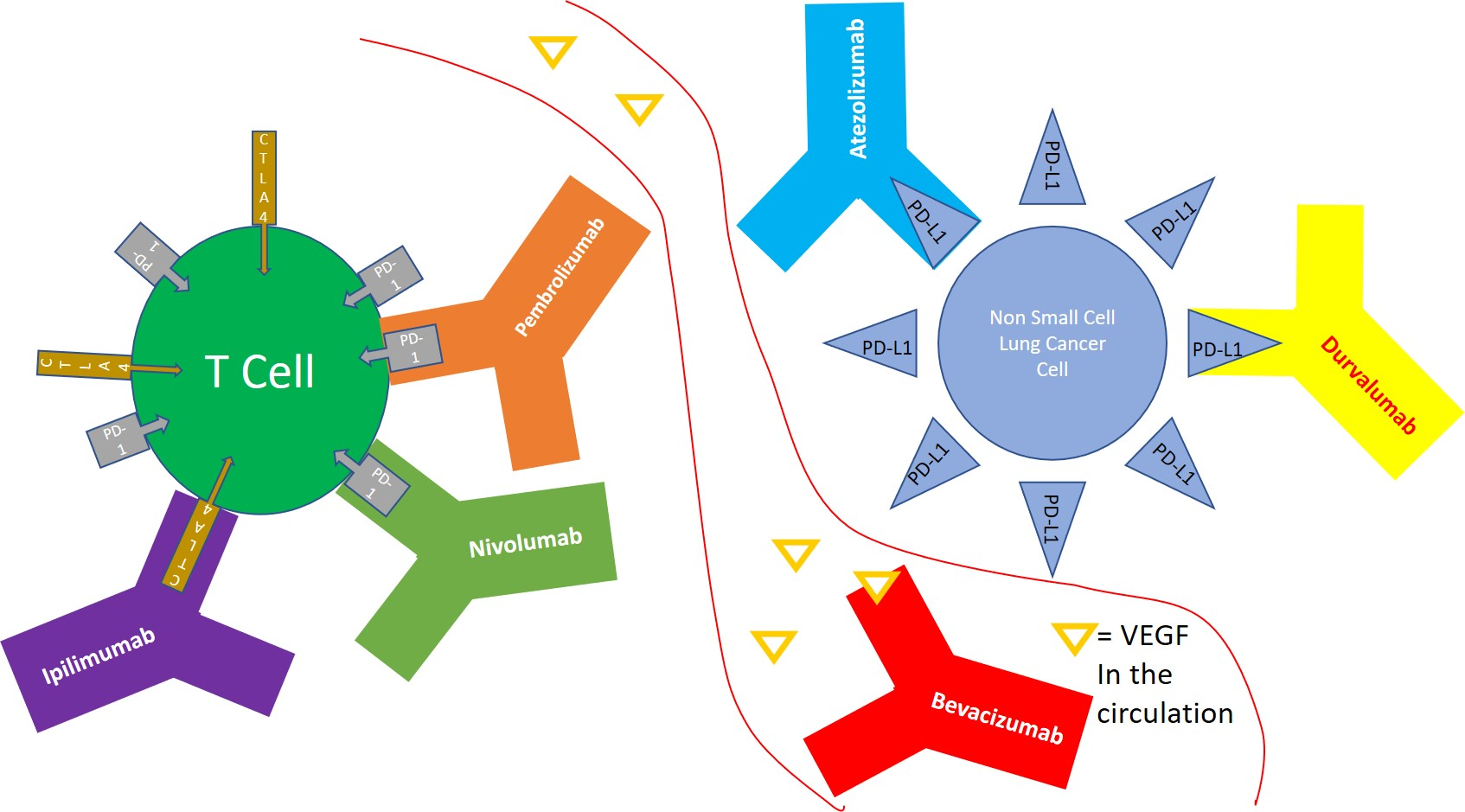
免疫療法：デュルバルマブ(黄)、アテゾリズマブ、ペムブロリズマブ、ニボルマブ、イピリムマブ、ベバシズマブの作用機序。

## 効能・効果

### 日本
- 切除不能な局所進行の非小細胞肺癌における根治的化学放射線療法後の維持療法
- 進展型小細胞肺癌

### 米国
特定のタイプの膀胱癌および肺癌に対して承認されている。
- 局所進行性または転移性の尿路上皮癌で、白金製剤を含む化学療法の実施中または実施後に病勢が進行したか、または白金製剤を含む術前術後化学療法後12ヵ月以内に病勢が進行した成人
- 切除不能なIII期の非小細胞肺癌で、白金製剤を用いた化学療法と放射線療法を同時に行い病勢の進行が止まった成人
- エトポシド、ならびにカルボプラチンもしくはシスプラチンとの併用による、進展型小細胞肺癌の成人に対する第一選択治療

### 欧州
腫瘍細胞の1%以上にPD-L1が発現しており、白金製剤を用いた化学放射線療法後に病状が進行していない成人の局所進行・切除不能な非小細胞肺癌への単剤療法

## 警告
間質性肺疾患（放射線肺臓炎を含む）が現れ、死亡に至った症例も報告されている。

## 副作用
重大な副作用として、
- 間質性肺疾患（放射線肺臓炎を含む）（9.9%）
- 大腸炎（0.4%）、重度の下痢（0.5%）

持続する下痢、腹痛、血便等
- 甲状腺機能障害

甲状腺機能低下症（9.9%）、甲状腺機能亢進症（7.8%）等
- 副腎機能障害

副腎機能不全（0.4%）等
- 下垂体機能障害

下垂体機能低下症等
- 1型糖尿病

1型糖尿病（0.4%）が現れ、糖尿病性ケトアシドーシスに至る虞れがある。
- 肝機能障害、肝炎

AST、ALT、γ-GTP、ビリルビン等の上昇を伴う肝機能障害（3.8%）、肝炎（0.8%）
- 腎障害

尿細管間質性腎炎、糸球体腎炎（0.1%）等
- 筋炎、横紋筋融解症
- 心筋炎
- 重症筋無力症

重症筋無力症によるクリーゼのため急速に呼吸不全が進行する事がある。
- 免疫性血小板減少性紫斑病
- 注入時反応（1.2%）

が添付文書に掲載されている。

## 臨床試験
デュルバルマブとトレメリムマブの第Ib相臨床試験では、非小細胞肺癌（NSCLC）に一定の効果が認められた。進行性転移性尿路上皮性膀胱癌を対象とした第I相データ（試験1108）より、FDAの画期的治療薬指定を受けた。肺癌を対象にデュルバルマブとゲフィチニブを併用した第I相試験の初期結果は「期待できる」ものであった。固形癌を対象にTLR 7/8作動薬（MEDI 9197）とデュルバルマブを併用する第I相臨床試験、HPV関連の再発・転移性頭頸部癌を対象にデュルバルマブとHPV DNAワクチン（MEDI 0457）を併用する第Ib/IIa相臨床試験が進行中である。

### MYSTIC
2017年7月、アストラゼネカ社は、非小細胞肺癌の一次治療としてデュルバルマブとトレメリムマブを併用した第3相試験（MYSTIC）で、主要評価項目である無増悪生存期間の改善を達成出来なかった事を発表した。

### PACIFIC
2017年11月、第III相二重盲検臨床試験（PACIFIC）で、ステージIII非小細胞肺癌に対する有効性が実証された。白金製剤ベースの化学療法を2サイクル以上実施し病勢が進行しなくなったステージIII非小細胞肺癌患者709名を、肺癌の地固め療法としてデュルバルマブを投与する群とプラセボ群に無作為に割り付けた。無増悪生存期間の中央値はプラセボ群5.6ヵ月に対し投与群16.8ヵ月、12ヵ月無増悪生存率は35.3%に対し55.9%、18ヵ月無増悪生存率は27.0%に対し44.2%とそれぞれ高かった。無遠隔転移生存期間（死亡または遠隔転移までの期間）の中央値は14.6ヵ月に対し23.2ヵ月だった。また、重篤な副作用の発生率は26.1%に対し29.9%だった。

### CASPIAN
2021年3月、23カ国の209のがん治療センターで行われた非盲検（スポンサー盲検）無作為化第III相試験（CASPIAN）で、小細胞肺癌の治療におけるデュルバルマブとプラチナ系化学療法の併用の有効性が実証された。 
2017年3月27日から2018年5月29日の間に972名の患者がスクリーニングされ、805名が無作為にデュルバルマブ+トレメリムマブ+プラチナ・エトポシド併用群（DTPE群、268名）、デュルバルマブ+プラチナ・エトポシド併用群（DPE群、268名）、プラチナ・エトポシド併用群（PE群、269名）に割り付けられた。2020年1月27日の時点で、追跡調査期間の中央値は25.1ヵ月（IQR 22.3-27.9）であった。全生存期間の中央値はDTPE群、DPE群、PE群それぞれ10.4（95%CI 9.6-12.0）、12.9（11.3-14.7）、10.5（9.3-11.2）ヵ月で、DTPE群はPE群に対して有意に改善しなかった（HR:0.82[95%CI:0.68-1.00]，p=0.045）が、DPE群はPE群に対して持続的な改善を示した（HR:0.75[95%CI 0.62-0.91]、名目p=0.0032）。グレード3以上の主な有害事象は、好中球減少症（DTPE群 32%、DPE群 24%、PE群 33%）および貧血（13%、9%、18%）であった。あらゆる原因による重篤な有害事象は、DTPE群で45%、DPE群で32%、PE群で36%に報告された。治療関連死は、DTPE群の12名（5%）（死亡、発熱性好中球減少症、肺塞栓症 [各2名]、腸炎、全身状態の悪化及び多臓器不全症候群、肺炎、肺炎及び肝炎、呼吸不全、突然死 [各1名]）、DPE群では6名（2%）（心停止、脱水症状、肝毒性、間質性肺疾患、汎血球減少症、敗血症 [各1名]）、PE群で2名（1%）（汎血球減少症、血小板減少症 [各1名]）であった。

## 承認

### 日本
2018年7月、「切除不能な局所進行の非小細胞肺癌における根治的化学放射線療法後の維持療法」について承認された。
2020年8月、日本で「進展型小細胞肺癌」について承認された。

### 米国
2017年8月、局所進行切除不能非小細胞肺癌治療薬として画期的治療薬に指定された。
2018年2月、「切除不能ステージIII非小細胞肺癌」について承認された。
2019年7月、小細胞肺癌治療薬として希少疾病用医薬品に指定された。
2020年1月、肝細胞癌治療薬として希少疾病用医薬品に指定された。
2020年4月、「進展型小細胞肺癌」について承認された。

### 欧州
2018年9月、「切除不能なステージIII非小細胞肺癌」について承認された。

## 参考資料
1. ↑  “Durvalumab (Imfinzi) Use During Pregnancy”. Drugs.com (2019年8月30日). 2020年2月7日閲覧。
2. 1 2  “Imfinzi- durvalumab injection, solution”. DailyMed (2020年6月5日). 2020年9月30日閲覧。
3. ↑  “Imfinzi EPAR”. European Medicines Agency (EMA). 2020年9月30日閲覧。
4. ↑  “KEGG DRUG: デュルバルマブ”. www.kegg.jp. 2021年12月12日閲覧。
5. ↑  “International Nonproprietary Names for Pharmaceutical Substances (INN). Proposed INN: List 112”. WHO Drug Information 28 (4). (2014).
6. 1 2 3 4  Syn, Nicholas L; Teng, Michele W L; Mok, Tony S K; Soo, Ross A (2017). “De-novo and acquired resistance to immune checkpoint targeting”. The Lancet Oncology 18 (12):  e731–e741. doi:10.1016/s1470-2045(17)30607-1. PMID 29208439.
7. ↑  Research, Center for Drug Evaluation and. “Approved Drugs - Durvalumab (Imfinzi)”. www.fda.gov. 2017年5月6日閲覧。
8. ↑  First line Immunotherapy for Non-Small Cell Lung Cancer. Nasser NJ, Gorenberg M, Agbarya A. Pharmaceuticals 2020, 13(11), 373 https://doi.org/10.3390/ph13110373
9. ↑  “Imfinzi”.   EMA. 2021年12月12日閲覧。
10. ↑  “イミフィンジ点滴静注120mg／イミフィンジ点滴静注500mg 添付文書”. www.info.pmda.go.jp. 2021年12月12日閲覧。
11. ↑  “Astrazeneca's combination of durvalumab with tremelimumab shows clinical activity in non-small cell lung cancer irrespective of PD-L1 status. Feb 2016”. 2021年12月12日閲覧。
12. ↑  AstraZeneca's (AZN) Durvalumab Granted FDA Breakthrough Therapy Designation. StreeInsider.com Corporate News, FDA, Management Comments. 17 February 2016.
13. ↑  “Promising Drug for Lung Cancer and Mesothelioma Patients” (2016年5月19日). 2021年12月12日閲覧。
14. ↑  臨床試験番号 NCT02556463 研究名 "A Study of MEDI9197 in Subjects With Solid Tumors or CTCL and in Combination With Durvalumab and/or Palliative Radiation in Subjects With Solid Tumors" - ClinicalTrials.gov
15. ↑  臨床試験番号 NCT03162224? 研究名 "Safety and Efficacy of MEDI0457 and Durvalumab in Patients With HPV Associated Recurrent/Metastatic Head and Neck Cancer" - ClinicalTrials.gov
16. ↑  “AstraZeneca reports initial results from the ongoing MYSTIC trial in Stage IV lung cancer”. www.astrazeneca.com. 2021年12月12日閲覧。
17. ↑  “AstraZeneca presents superior progression-free survival for Imfinzi in the PACIFIC trial of patients with locally-advanced unresectable lung cancer at ESMO 2017 Congress”. www.astrazeneca.com (2017年9月). 2021年12月12日閲覧。
18. ↑  “A Phase III, Randomized, Multicenter,Open-Label, Comparative Study to Determine the Efficacy of Durvalumab or Durvalumab and Tremelimumab in Combination with Platinum-Based Chemotherapy for the First-Line Treatment in Patients with Extensive Disease Small-Cell Lung Cancer (SCLC) (CASPIAN)”. 2023年9月20日閲覧。
19. ↑  Goldman, Jonathan W. et al. (2021). “Durvalumab, with or without tremelimumab, plus platinum–etoposide versus platinum–etoposide alone in first-line treatment of extensive-stage small-cell lung cancer (CASPIAN): Updated results from a randomised, controlled, open-label, phase 3 trial”. The Lancet Oncology 22 (1):  51–65. doi:10.1016/S1470-2045(20)30539-8. PMID 33285097.
20. ↑  “アストラゼネカのイミフィンジ®（デュルバルマブ）切除不能な局所進行の非小細胞肺がん治療薬として国内製造販売承認を取得”. www.astrazeneca.co.jp. 2021年12月12日閲覧。
21. ↑  “アストラゼネカのイミフィンジ、日本において進展型小細胞肺がんの治療薬として適応拡大”. www.astrazeneca.co.jp. 2021年12月12日閲覧。
22. ↑  “アストラゼネカのデュルバルマブ （IMFINZI）、 局所進行切除不能非小細胞肺がん治療薬として 米国食品医薬品局 （FDA）より画期的治療薬に指定”. www.astrazeneca.co.jp. 2021年12月12日閲覧。
23. ↑  “アストラゼネカのデュルバルマブ、米国食品医薬品局 （FDA）より、切除不能ステージIII非小細胞肺がんの適応で承認取得”. www.astrazeneca.co.jp. 2021年12月12日閲覧。
24. ↑  “アストラゼネカのイミフィンジ、米国にて小細胞肺がんの治療薬として希少疾病用医薬品の指定を受ける”. www.astrazeneca.co.jp. 2021年12月12日閲覧。
25. ↑  “アストラゼネカのイミフィンジとトレメリムマブ、米国で肝がんに対する希少疾病用医薬品指定を取得”. www.astrazeneca.co.jp. 2021年12月12日閲覧。
26. ↑  “アストラゼネカのイミフィンジ、進展型小細胞肺がんの治療薬として米国で承認取得”. www.astrazeneca.co.jp. 2021年12月12日閲覧。
27. ↑  “アストラゼネカのイミフィンジ®、欧州委員会より切除不能なステージIII非小細胞肺がん治療薬として承認を取得”. www.astrazeneca.co.jp. 2021年12月12日閲覧。